# Alkohol dehidrogenaza (akceptor)
Alkohol dehidrogenaza (akceptor) (EC 1.1.99.8, primarno alkoholna dehidrogenaza, MDH, hinohemoproteinska alkoholna dehidrogenaza, hinoproteinska alkoholna dehidrogenaza, hinoprotein etanolna dehidrogenaza, alkohol:(akceptor) oksidoreduktaza) je enzim sa sistematskim imenom alkohol:akceptor oksidoreduktaza. Ovaj enzim katalizuje sledeću hemijsku reakciju
primarni alkohol + akceptor {\displaystyle \rightleftharpoons } aldehid + redukovani akceptor
Ovaj enzim je hinoprotein. On deluje na širok opseg primarnih alkohola, uključujući metanol (cf. EC 1.1.99.20, alkan-1-ol dehidrogenaza (akceptor)).

## Literatura
- Nicholas C. Price; Lewis Stevens (1999). Fundamentals of Enzymology: The Cell and Molecular Biology of Catalytic Proteins (Third изд.). USA: Oxford University Press. ISBN 019850229X.
- Eric J. Toone (2006). Advances in Enzymology and Related Areas of Molecular Biology, Protein Evolution (Volume 75 изд.). Wiley-Interscience. ISBN 0471205036.
- Branden C; Tooze J. Introduction to Protein Structure. New York, NY: Garland Publishing. ISBN 0-8153-2305-0.
- Irwin H. Segel. Enzyme Kinetics: Behavior and Analysis of Rapid Equilibrium and Steady-State Enzyme Systems (Book 44 изд.). Wiley Classics Library. ISBN 0471303097.

## Spoljašnje veze
- Alcohol+dehydrogenase+(acceptor) на 